# The Endless Summer Tour
The Endless Summer Tour foi a terceira turnê da cantora americana Lana Del Rey, em suporte de seu segundo álbum de estúdio, Ultraviolence (2014). Seu início ocorreu em 7 de maio de 2015, em The Woodlands, no Texas, sendo concluída em 16 de junho de 2015, em West Palm Beach, na Flórida, contabilizando vinte concertos. As primeiras sete apresentações da digressão contaram com a participação da cantora de rock alternativo Courtney Love, enquanto as apresentações remanescentes foram apoiadas pela cantora Grimes.
Lana Del Rey performou canções dos álbuns Born to Die, Paradise e Ultraviolence, além de canções não lançadas e covers em geral. Até o final de 2015, a turnê esteve na 156ª posição da publicação Pollstar "2015 Year-End Top 200 North American Tours", acumulando US$ 6 milhões de dólares em 16 concertos.

## Antecedentes

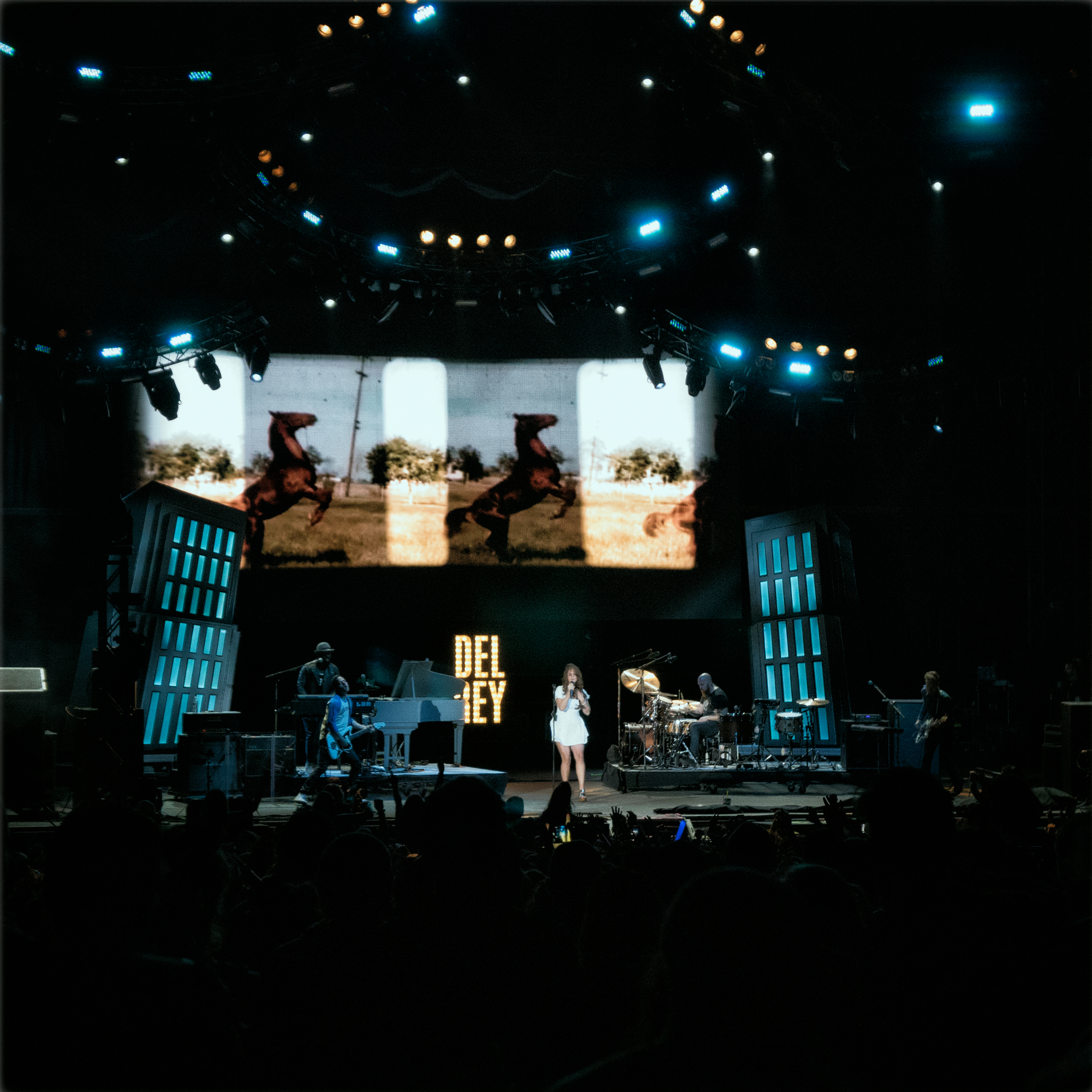
Del Rey performando no The Gorge Amphitheatre.

Precedente ao lançamento do álbum Ultraviolence (2014), Del Rey realizou uma série de concertos na América do Norte entre abril e maio de 2014. Nessa série de concertos, estão incluídas as apresentações no Coachella Valley Music and Arts Festival, onde Del Rey performou "West Coast", single principal do álbum. Após o lançamento do Ultraviolence, Del Rey passou a apresentar em vários festivais de música na Europa durante junho, julho e agosto de 2014, antes de cancelar o restante dos concertos promocionais devido aos problemas de saúde. Após a recuperação da doença, terminou as apresentações promocionais no Hollywood Forever Cemetery, em Los Angeles, em outubro de 2014. Após a conclusão da turnê promocional, houve especulação sobre a possibilidade de uma turnê adequada para o suporte de seu terceiro álbum de estúdio.
Em 2014, durante entrevista a um jornal australiano, Courtney Love demonstrou interesse em colaborar com artistas como Miley Cyrus e Lana Del Rey. Ao falar da possibilidade de um dueto entre ela e Del Rey, Courtney exclamou que "eu tenho uma voz distinta e pode soar legal se for a música certa". Nos meses seguintes, Courtney continuou a sugerir uma colaboração entre ambas as artistas publicamente no Twitter, marcando Lana em uma postagem e afirmando que havia novidades interessantes.
Em 1 de dezembro de 2014, a turnê foi oficialmente anunciada para o verão seguinte com dezessete apresentações em toda a América do Norte. Juntamente com o anúncio da turnê, confirmou-se que Courtney seria o ato de abertura dos primeiros oito concertos da turnê. Os ingressos de pré-venda da turnê foram abertos para venda em 3 de dezembro de 2014 e, para o público geral, em 6 de dezembro de 2014. Quatro meses depois, em 1 de abril de 2015, Del Rey anunciou que a cantora Grimes faria parte das datas restantes da turnê.

## Repertório
1. "Cruel World
2. "Cola
3. "Blue Jeans
4. "West Coast"
5. "Us Against the World"
6. "Born to Die"
7. "Ultraviolence"
8. "Summertime Sadness"
9. "Chelsea Hotel No. 2"
10. "Brooklyn Baby"
11. "Shades of Cool"
12. "You Can Be the Boss"
13. "Serial Killer"
14. "Video Games"
15. "Why Don't You Do Right?"
16. "Off to the Races"

- Del Rey apresentou "Ride" ao invés de "Brooklyn Baby" em 6 de junho de 2015, em Nova Jérsei, bem como nos últimos shows da turnê de 13 a 16 de junho de 2015.[12]
- Devido à grande demanda do público, em 14 de junho de 2015, em Atlanta, Del Rey cantou um verso de "Old Money".[13]
- Durante a apresentação em West Palm Beach, em 16 de junho de 2015, Del Rey performou "Florida Kilos" e "Honeymoon".[14]

## Datas
| Data                | Cidade           | País             | Local                             | Atos de abertura | Público          | Receita          |
| América do Norte    | América do Norte | América do Norte | América do Norte                  | América do Norte | América do Norte | América do Norte |
| ------------------- | ---------------- | ---------------- | --------------------------------- | ---------------- | ---------------- | ---------------- |
| 7 de maio de 2015   | The Woodlands    | Estados Unidos   | Cynthia Woods Mitchell Pavilion   | Courtney Love    | —                | —                |
| 12 de maio de 2015  | Morrison         | Estados Unidos   | Red Rocks Amphitheatre            | Courtney Love    | —                | —                |
| 14 de maio de 2015  | Phoenix          | Estados Unidos   | Ak-Chin Pavilion                  | Courtney Love    | —                | —                |
| 16 de maio de 2015  | Chula Vista      | Estados Unidos   | Mattress Firm Amphitheatre        | Courtney Love    | —                | —                |
| 18 de maio de 2015  | Los Angeles      | Estados Unidos   | Hollywood Bowl                    | Courtney Love    | —                | —                |
| 20 de maio de 2015  | Mountain View    | Estados Unidos   | Shoreline Amphitheatre            | Courtney Love    | —                | —                |
| 22 de maio de 2015  | Ridgefield       | Estados Unidos   | Sunlight Supply Amphitheater      | Courtney Love    | —                | —                |
| 24 de maio de 2015  | George           | Estados Unidos   | The Gorge Amphitheatre            | —                | —                | —                |
| 28 de maio de 2015  | Noblesville      | Estados Unidos   | Ruoff Home Mortgage Music Center  | Grimes           | —                | —                |
| 30 de maio de 2015  | Tinley Park      | Estados Unidos   | Hollywood Casino Amphitheatre     | Grimes           | —                | —                |
| 31 de maio de 2015  | Clarkston        | Estados Unidos   | DTE Energy Music Theatre          | Grimes           | 14,566 / 14,566  | $554,080         |
| 3 de junho de 2015  | Toronto          | Canadá           | Budweiser Stage                   | Grimes           | —                | —                |
| 4 de junho de 2015  | Montreal         | Canadá           | Bell Centre                       | Grimes           | 11,329 / 11,329  | $641,804         |
| 6 de junho de 2015  | Atlantic City    | Estados Unidos   | Borgata Event Center              | Grimes           | —                | —                |
| 7 de junho de 2015  | Nova Iorque      | Estados Unidos   | Randall's Island Park             | —                | —                | —                |
| 9 de junho de 2015  | Mansfield        | Estados Unidos   | Xfinity Center                    | Grimes           | —                | —                |
| 11 de junho de 2015 | Bristow          | Estados Unidos   | Jiffy Lube Live                   | Grimes           | —                | —                |
| 13 de junho de 2015 | Charlotte        | Estados Unidos   | PNC Pavillion                     | Grimes           | —                | —                |
| 14 de junho de 2015 | Atlanta          | Estados Unidos   | Cellairis Ampitheatre at Lakewood | Grimes           | —                | —                |
| 16 de junho de 2015 | West Palm Beach  | Estados Unidos   | Coral Sky Ampitheatre             | Grimes           | —                | —                |
| Total               | Total            | Total            | Total                             | Total            | 25,895 / 25,895  | +$6,000,000      |